# Барон Мюнхгаузен
Єроні́м фон Мюнхга́узен (нім. Hieronymus von Münchhausen; 11 травня 1720 — 22 лютого 1797) — німецький фрайгер (барон). Представник німецького шляхетного роду Мюнхгаузенів. Народився у Боденвердері. Ротмістр російської служби та літературний персонаж. Гумористичні історії про його життя, почасти розказані самим бароном, почасти вигадані анонімними авторами, зібрали Рудольф Еріх Распе та Готфрід Август Бюргер в книзі «Пригоди барона Мюнхгаузена». Ім'я Мюнхгаузена стало прозивним для людини, яка розповідає неймовірні історії. Прізвисько — барон-брехун (нім. Lügenbaron).

## Імена
- Єронім-Карл-Фрідріх фон Мюнхгаузен (нім. Hieronymus Carl Friedrich von Münchhausen) — повне німецьке ім'я.
- Єронім фон Мюнхгаузен (нім. Hieronymus von Münchhausen) — коротке німецьке ім'я.
- фрайгер фон Мюнхгаузен (нім. Freiherr von Münchhausen) — титул фрайгера і прізвище.
- барон Мюнхгаузен — російський переклад німецького титулу і прізвища.

## Біографія

### Молодість
Карл-Фрідріх-Ієронім був п'ятим із восьми дітей у родині полковника Отто фон Мюнхгаузена. Батько помер, коли хлопчику було 4 роки, і його виховувала мати. У 1735 році 15-річний Мюнхгаузен поступає пажем на службу до можновладного герцога Брауншвейг-Вольфенбюттельского Фердинанда-Альбрехта II.

### Служба в Росії

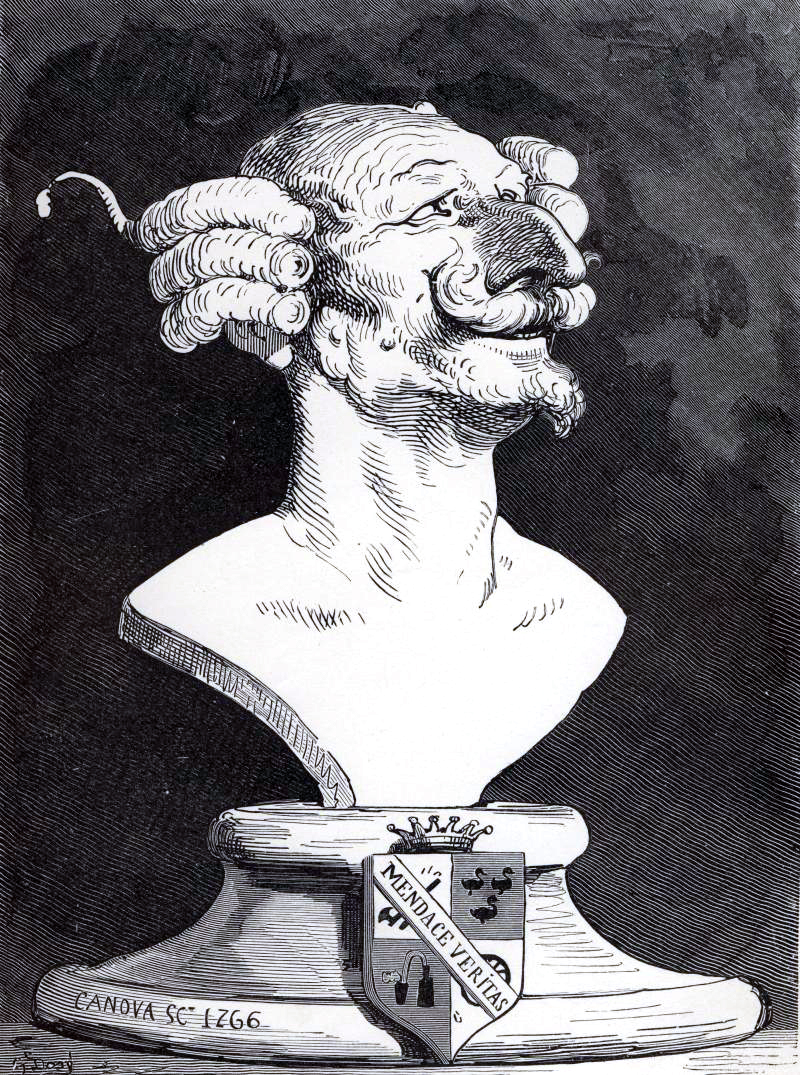
Карикатура Мюнхгаузена роботи Ґюстава Доре

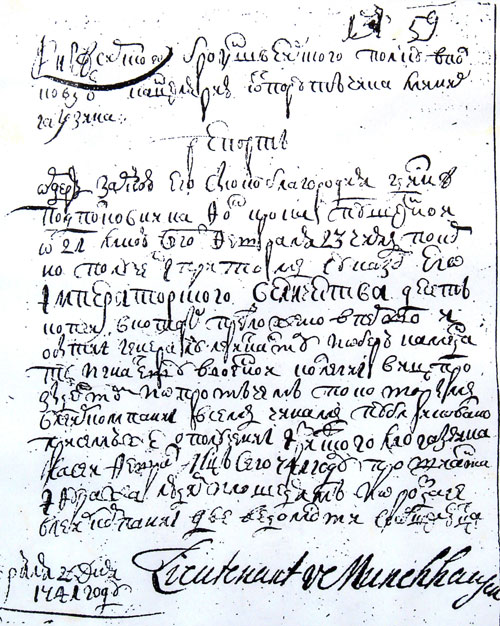
Рапорт ротного командира Мюнхгаузена в полкову канцелярію (який склав писар, із власноручним підписом Lieutenant v. Munchhausen). 26.02.1741

У 1737 р. як паж від'їжГотфрідджає в Росію до молодого герцога Антона-Ульріха Брауншвейзького, нареченого, а потім чоловіка принцеси Анни Леопольдівни. У липні-серпні 1737 року Мюнхаузен брав участь в облозі й штурмі Очакова (нині — Миколаївська область України) під проводом фельдмаршала Мініха. Його воєнні спогади пізніше пародійно обіграв  Август Бюргер у вигляді байок про політ на ядрі, про їзду на половині коня. У 1738 р. разом із герцогом бере участь у турецькій кампанії. 1739 р. вступає в рангу корнета в Брауншвайдзький кірасирський полк, шефом якого був герцог (полк був розквартирований в Ризі і після падіння Брауншвайґів перейменований у Ризький). На початку 1741 р., відразу після скинення Бірона і призначення Анни Леопольдівни правителькою, а герцога Антона-Ульріха — генералісимусом, він отримує ранг поручика і командування лейб-компанією (першою елітною ротою полку). Єлизаветинський переворот, який відбувся того ж року і скинув брауншвайдзьку родину, перервав кар'єру, що мала стати блискучою: незважаючи на репутацію зразкового офіцера, Мюнхгаузен отримав черговий ранг (ротмістра) лише 1750 р., після численних письмових подань. У 1744 р. він командує почесною вартою, яка зустрічала в Ризі наречену цісаревича — принцесу Софію-Фридерику Ангальт-Цербстську (майбутню імператрицю Катерину II). Того ж року одружується з ризькою шляхтянкою Якобіною фон Дуттен.

### Повернення в Німеччину
Отримавши ранг ротмістра, Мюнхгаузен бере відпустку на рік «для надзвичайних і необхідних потреб» (конкретно — для розподілу з братами сімейних володінь) і від'їжджає до Боденвердера, який дістається йому при розподілі (1725). Він двічі подовжував відпустку і нарешті написав у Військову колегію подання про відставку з присвоєнням за бездоганну службу рангу підполковника; отримав відповідь, що подання слід написати на місці, але в Росію так і не поїхав, у результаті чого 1754 р. був відрахований як особа, що самовільно залишила службу. Мюнхгаузен певний час сподівався домогтися вигідної відставки (яка давала, окрім престижного рангу, право на пенсію), про що свідчить клопотання до Військової колегії його двоюрідного брата — канцлера Ганноверзького князівства барона Герлаха-Адольфа Мюнхгаузена; однак результатів це не дало, і до кінця життя він підписувався як ротмістр російської служби. Це звання виявилося йому корисним під час Семирічної війни, коли Боденвердер захопили французи й становище офіцера союзної Франції армії позбавило Мюнхгаузена від постою та інших знегод, пов'язаних із окупацією.

## Літературний персонаж
Як літературний Мюнхгаузен був неодноразово втілений вже наприкінці XVIII і початку XIX ст. Спершу історії небилиці про його пригоди поширювалися усно по Нижній Саксонії, згодом видавані друком. У 1761 році граф Рохус Фрідріх Лінар опублікував три історії під своїм іменем. У 1781 році з'явилася збірка небилиць «Мюнхгаузіада» анонімного автора. 
Рудольф Еріх Распе видав у Англії частину «Мюнхгаузіади» у 1781 та 1783 роках, обробивши історії з неї. В 1786 році ці історії було об'єднано під назвою власне «Пригоди барона Мюнхгаузена». Німецький поет Готфрід Авґуст Бюрґер впродовж 1776—1779 років переклав твір Распе німецькою мовою, додавши до нього ще низку історій. У 1792 році низка авторів видали продовження пригод барона Мюнхгаузена, що є сатирою на подорожі Джеймса Брюса.
Український переклад цієї книжки здійснив Григір Тютюнник (за російським переказом для дітей Корнія Чуковського).

## Цікаві факти
- На честь барона названо астероїд 14014 Мюнхгаузен.
- Синдром Мюнхгаузена — симулятивний розлад.

### Довідники
- Krause, Karl Ernst Hermann. Münchhausen, Hieronimus // Allgemeine Deutsche Biographie. Leipzig, 1886, Band 23, S. 1–5.
- Bachmann-Medick, Doris. Münchhausen, Hieronymus Freiherr von. // Neue Deutsche Biographie. Berlin, 1997, Band 18, S. 524 f. (Digitalisat).